# Алексеев, Владимир Николаевич (футболист)
Владимир Николаевич Алексеев (1924 — ?) — советский футболист, защитник.
В 1950 году был в составе команды завода имени Калинина (Калининград Московской области), выступавшей в чемпионате РСФСР среди команд КФК. В 1951 году перешёл в ленинградский «Зенит», в составе которого за два года провёл 21 матч в чемпионате СССР и 4 — в Кубке. В 1953 вернулся в прежнюю команду, носившую уже название «Зенит» Москва, за которую в классе «Б» сыграл 13 матчей. В 1957 выступал на первенство Ленинграда в команде ГОМЗ.